# Sainer
Sainer (* 1988 in Łódź; eigentlich Przemysław Blejzyk, alternativ auch Przemek Blejzyk) ist ein polnischer Maler, Zeichner und Streetart-Künstler. Internationale Bekanntheit erlangte er insbesondere durch seine großformatigen Wandmalereien im öffentlichen Raum, die er häufig als Teil des Künstlerduos Etam Cru anfertigte.

## Leben
Sainer wurde 1988 in Łódź geboren und absolvierte ein Grafik-Studium an der Akademie der Schönen Künste in Łódź. Er lebt und arbeitet heute in Gdynia.

## Künstlerisches Schaffen
Sainer begann seine künstlerische Laufbahn mit Graffiti und Streetart. Gemeinsam mit Mateusz Gapski (alias Bezt) bildete er das Künstlerduo Etam Cru, bevor er sich später mehr auf Soloarbeiten konzentrierte. Etam Cru schuf großflächige Wandmalereien in Polen und weltweit, die durch ihre detailreiche, von Comic, Illustration, Anime und klassischer Malerei inspirierte Bildsprache auffallen.

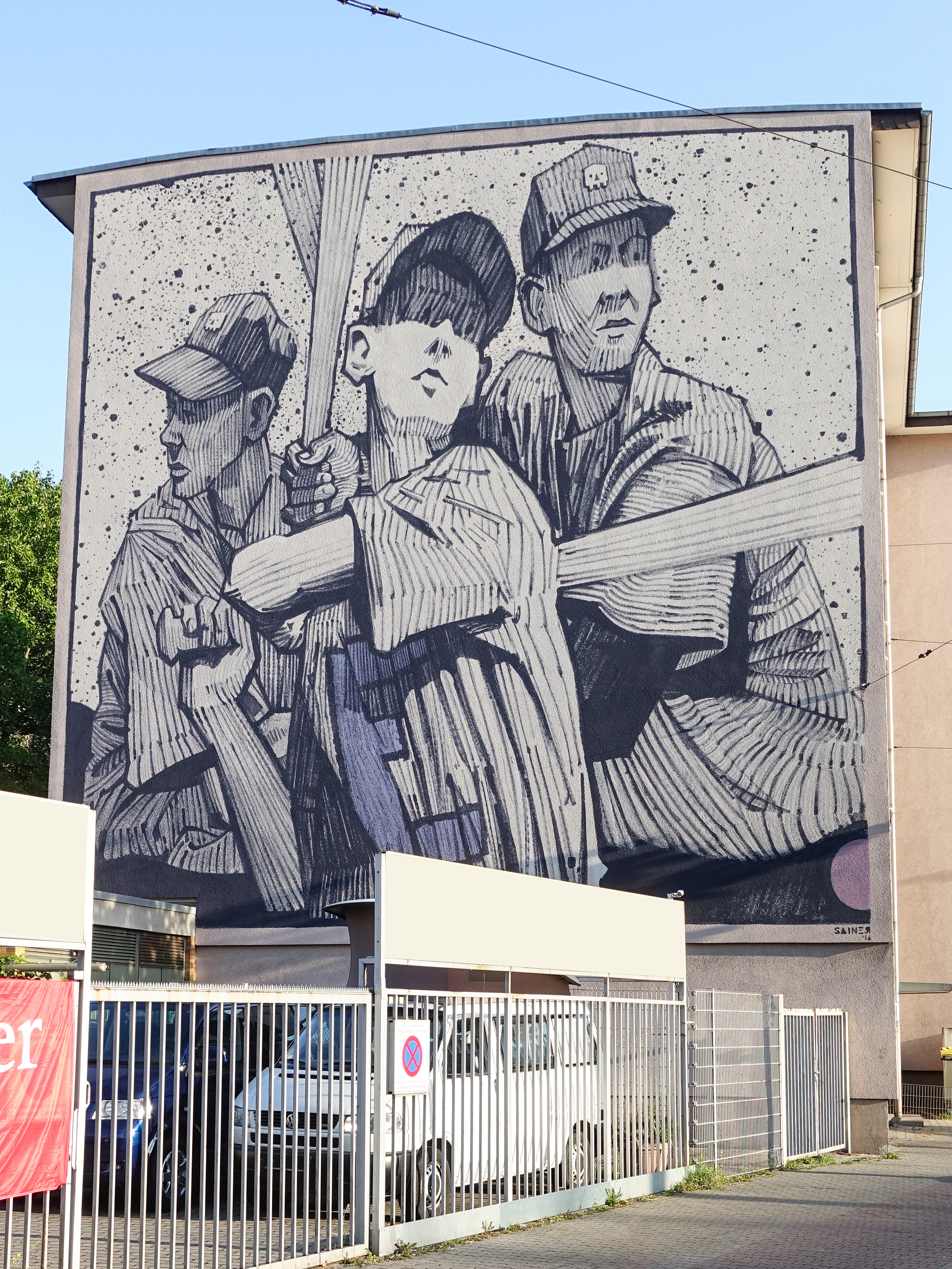
Mannheim, 2016

Als Solokünstler fertigte er ebenso Wandmalereien an, unter anderem auch in Deutschland wie z. B. am Dortmunder U, auf einem alten Speicherbau in Kassel oder im Rahmen von Stadt.Wand.Kunst in Mannheim.
In den letzten Jahren verlagerte Sainer seinen Schwerpunkt zunehmend auf Malerei und Zeichnung, aber auch auf digitale Kunst. Er interessiert sich insbesondere für die Darstellung von Natur und Landschaft.

## Galerie

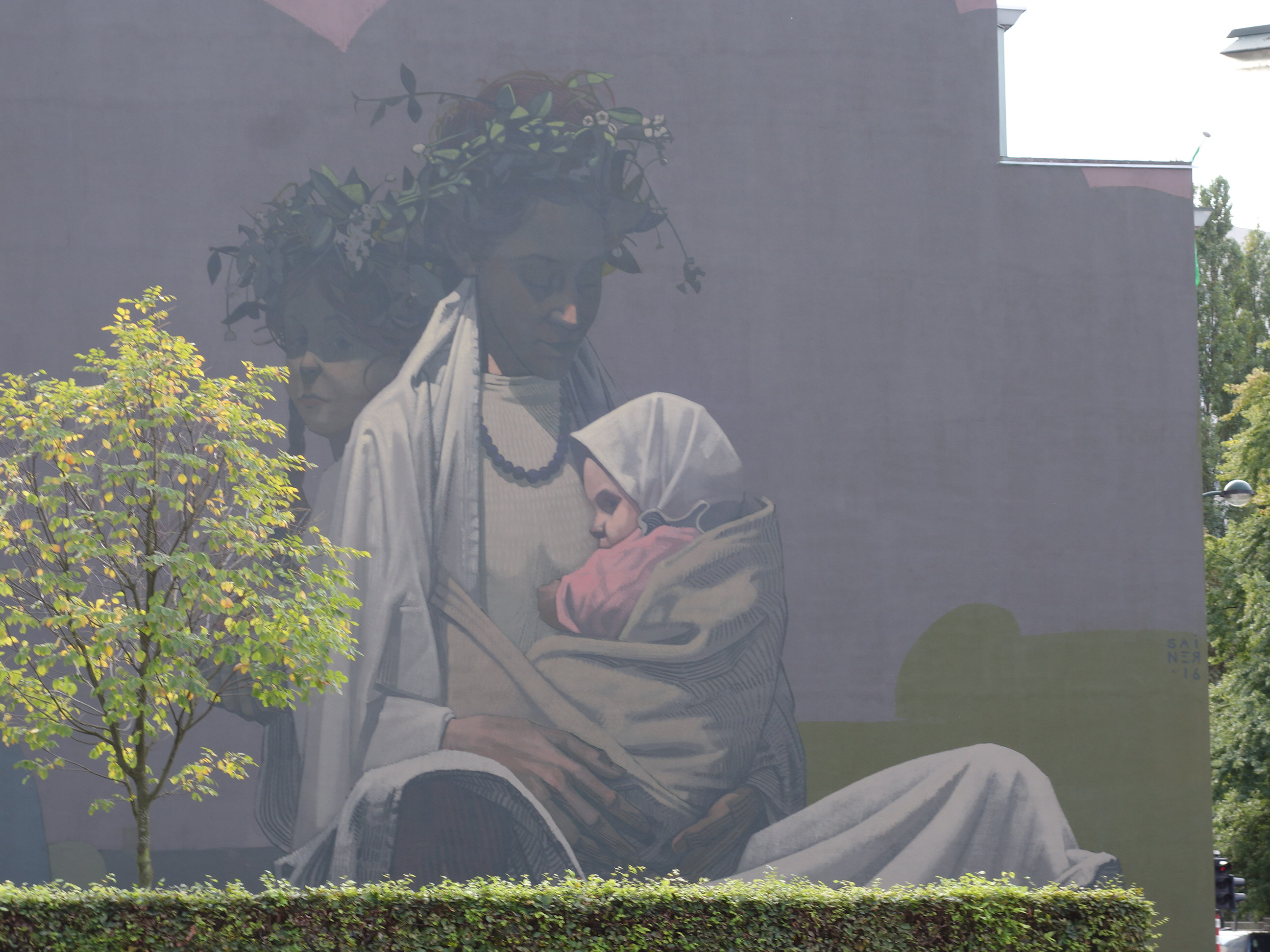
Brüssel, 2016
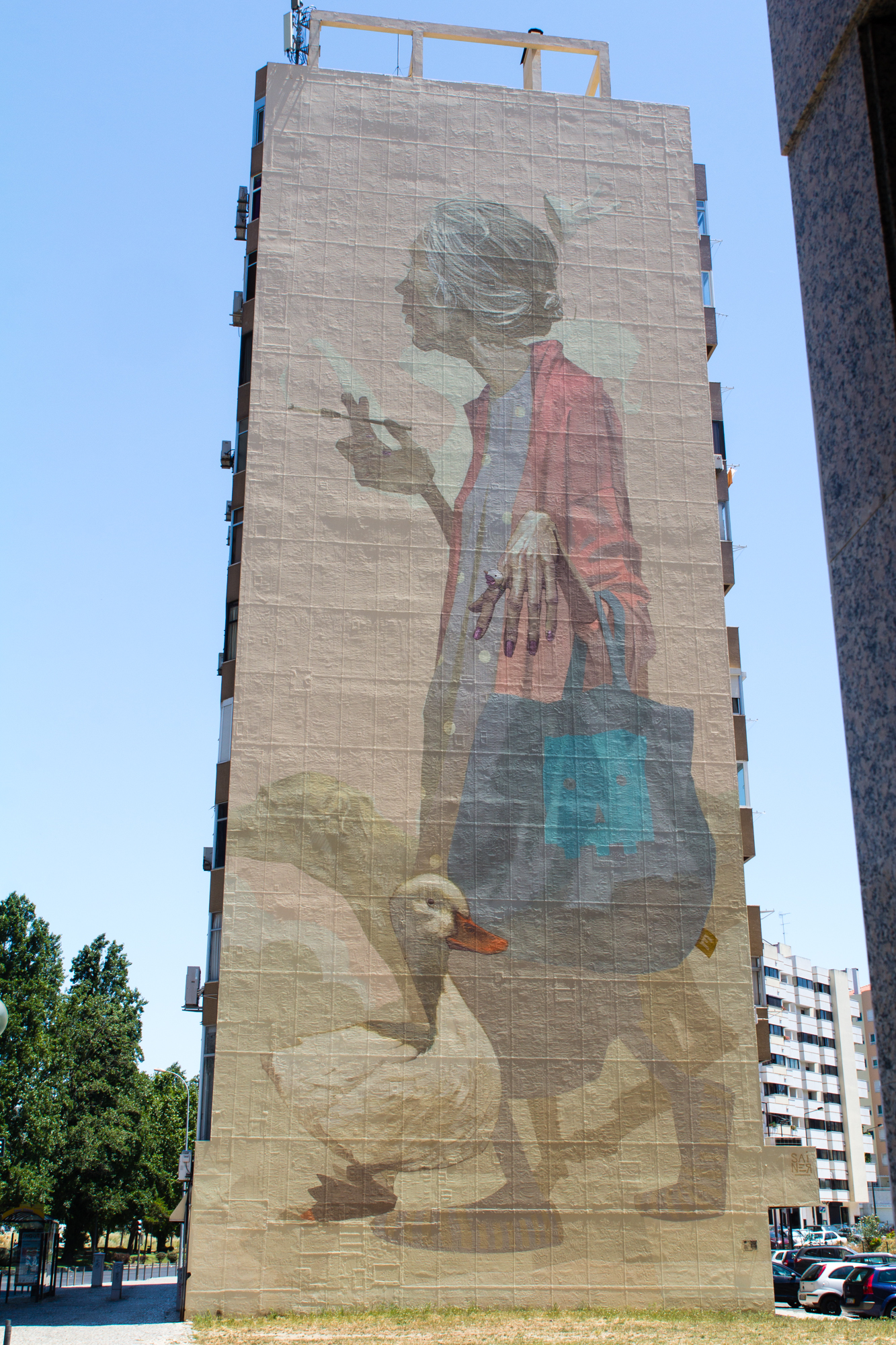
Lisabon, 2015
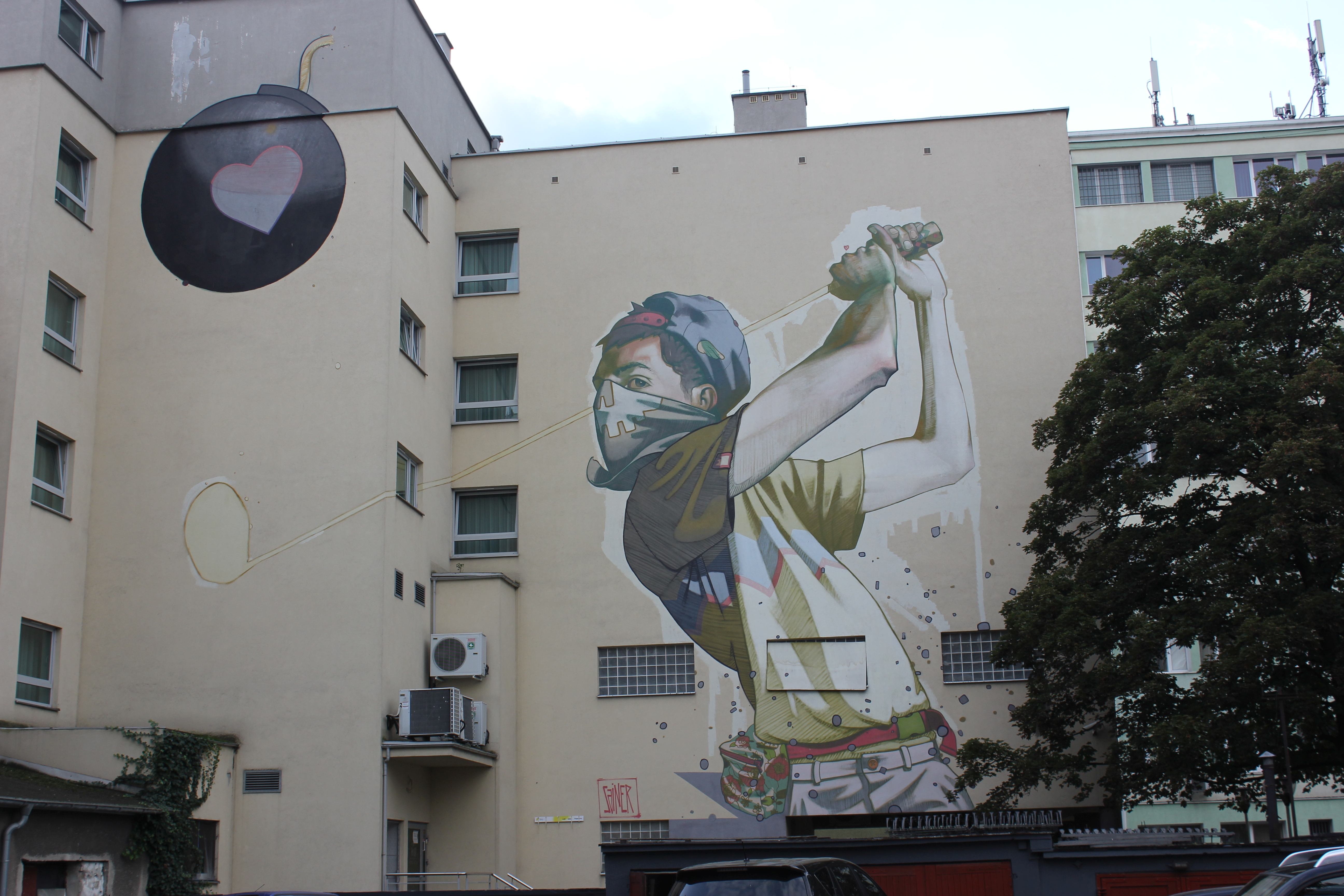
Gdynia, 2013
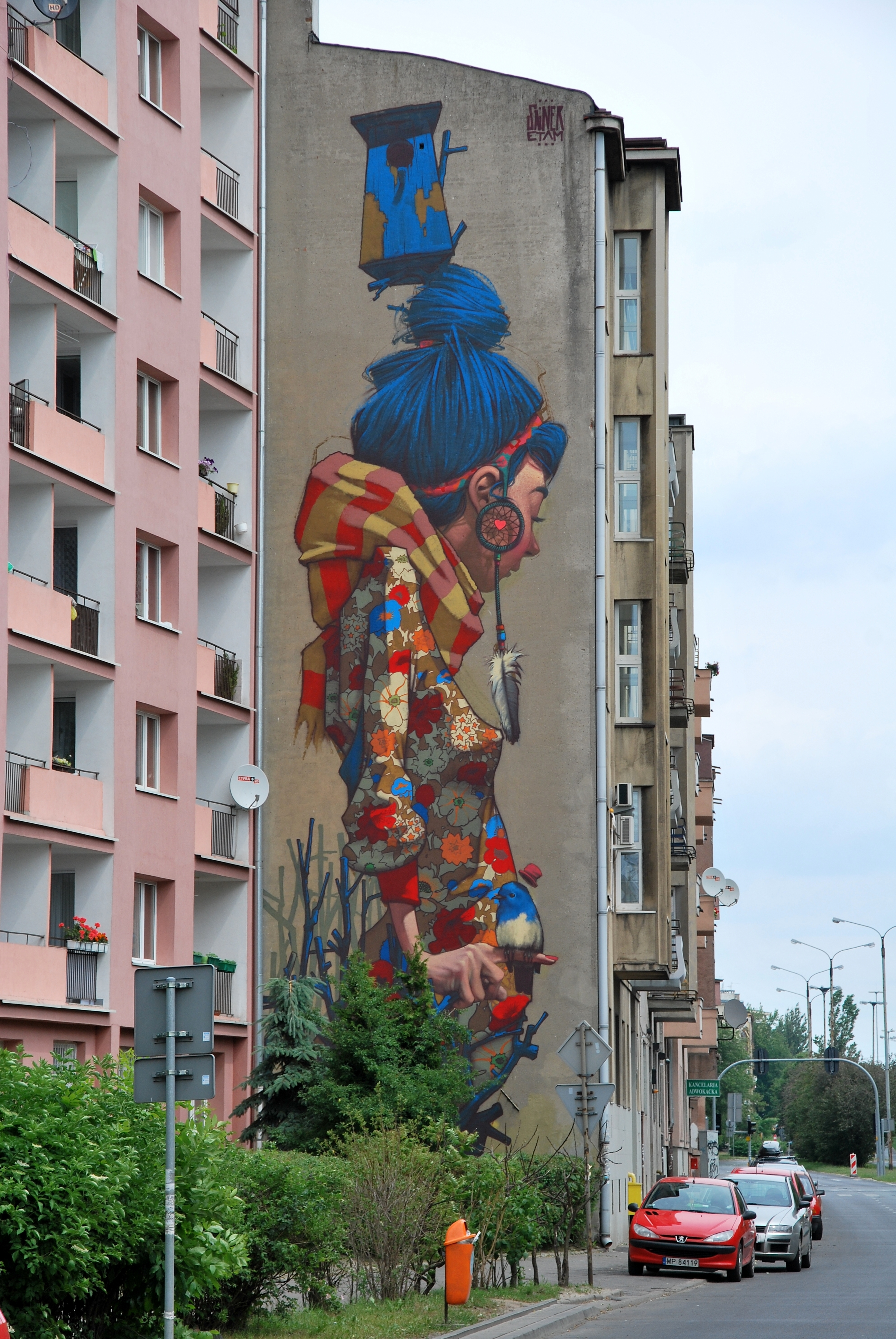
Łódź, 2012

## Ausstellungen
Sainer nahm an zahlreichen Einzel- und Gruppenausstellungen sowie an Streetart Festivals weltweit teil.

### Einzelausstellungen
- 2025: Kolorganism, Künstlerhaus Wien[9]
- 2023: KOL∞R, Nationalmuseum (Danzig)[10]
- 2022: Kolorytm, Centre d'Art Contemporain Hangar 107, Rouen[11]